# Villy-en-Trodes
Villy-en-Trodes est une commune française, située dans le département de l'Aube en région Grand Est.

## Géographie
| Briel-sur-Barse     | La Villeneuve-au-Chêne Champ-sur-Barse | Vendeuvre-sur-Barse |
| Marolles-lès-Bailly | Villy-en-Trodes                        | Thieffrain          |
| Poligny             | Fralignes                              | Magnant             |

### Hydrographie
La commune est dans la région hydrographique « la Seine de sa source au confluent de l'Oise (exclu) » au sein du bassin Seine-Normandie. Elle est drainée par la Barse, la Boderonne, le canal 01 des Prés de Faulx, le ru de Villy en Trodes, le ru du Crot et divers autres petits cours d'eau,.
La Barse, d'une longueur de 50 km, prend sa source dans la commune de Puits-et-Nuisement et se jette  dans la Seine à La Chapelle-Saint-Luc, après avoir traversé 17 communes. 

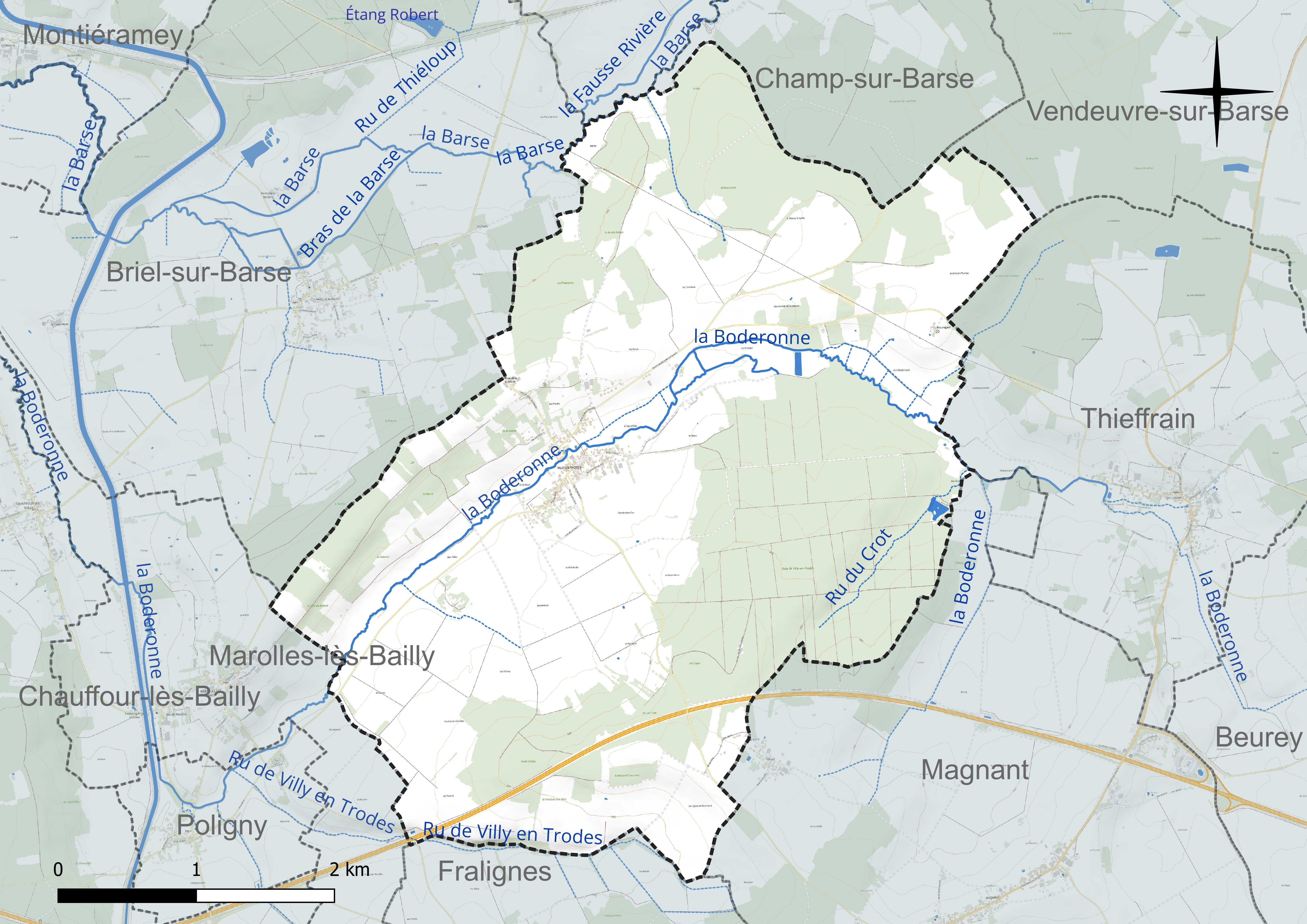
Réseau hydrographique de Villy-en-Trodes.

La Boderonne, d'une longueur de 20 km, prend sa source dans la commune de Beurey et se jette  dans la Barse à Montreuil-sur-Barse, après avoir traversé huit communes. 

### Climat
Pour des articles plus généraux, voir Climat du Grand Est et Climat de l'Aube.
En 2010, le climat de la commune est de type climat océanique dégradé des plaines du Centre et du Nord, selon une étude du Centre national de la recherche scientifique s'appuyant sur une série de données couvrant la période 1971-2000. En 2020, Météo-France publie une typologie des climats de la France métropolitaine dans laquelle la commune est exposée à un climat océanique altéré et est dans la région climatique  Lorraine, plateau de Langres, Morvan, caractérisée par un hiver rude (1,5 °C), des vents modérés et des brouillards fréquents en automne et hiver. 
Pour la période 1971-2000, la température annuelle moyenne est de 10,4 °C, avec une amplitude thermique annuelle de 15,7 °C. Le cumul annuel moyen de précipitations est de 788 mm, avec 12,2 jours de précipitations en janvier et 8,2 jours en juillet. Pour la période 1991-2020, la température moyenne annuelle observée sur la station météorologique de Météo-France la plus proche, « Mesnil-Saint-Père », sur la commune de Mesnil-Saint-Père à 7 km à vol d'oiseau, est de 11,4 °C et le cumul annuel moyen de précipitations est de 772,6 mm. 
La température maximale relevée sur cette station est de 41 °C, atteinte le 25 juillet 2019 ; la température minimale est de −20,5 °C, atteinte le 2 janvier 1997,,. 
Les paramètres climatiques de la commune ont été estimés pour le milieu du siècle (2041-2070) selon différents scénarios d'émission de gaz à effet de serre à partir des nouvelles projections climatiques de référence DRIAS-2020. Ils sont consultables sur un site dédié publié par Météo-France en novembre 2022.

## Urbanisme

### Typologie
Au 1er janvier 2024, Villy-en-Trodes est catégorisée commune rurale à habitat dispersé, selon la nouvelle grille communale de densité à 7 niveaux définie par l'Insee en 2022.
Elle est située hors unité urbaine et hors attraction des villes,.

### Occupation des sols
L'occupation des sols de la commune, telle qu'elle ressort de la base de données européenne d’occupation biophysique des sols Corine Land Cover (CLC), est marquée par l'importance des territoires agricoles (57 % en 2018), une proportion sensiblement équivalente à celle de 1990 (57,3 %). La répartition détaillée en 2018 est la suivante : 
forêts (41,3 %), terres arables (36,7 %), prairies (16,6 %), zones agricoles hétérogènes (3,7 %), zones urbanisées (1,7 %). L'évolution de l’occupation des sols de la commune et de ses infrastructures peut être observée sur les différentes représentations cartographiques du territoire : la carte de Cassini (XVIIIe siècle), la carte d'état-major (1820-1866) et les cartes ou photos aériennes de l'IGN pour la période actuelle (1950 à aujourd'hui).

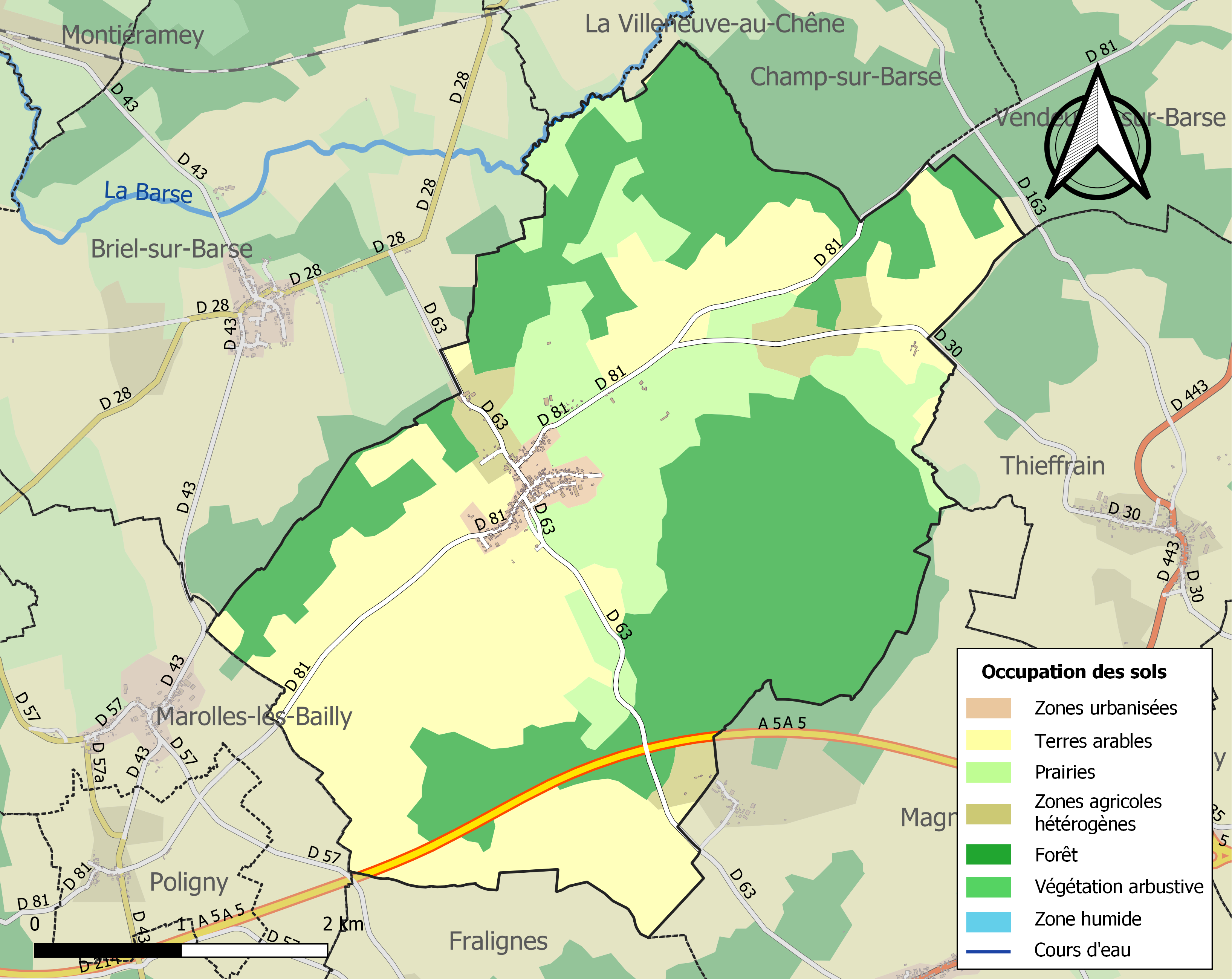
Carte des infrastructures et de l'occupation des sols de la commune en 2018 (CLC).

## Histoire
Le qualificatif vient de la forêt de la Trode, aujourd'hui bois de Villy. Succursale de Marolles-lès-Bailly, l'église appartenait dès 1117 à Montiéramey, qui en possédait aussi la seigneurie. En 1377, le village fut réuni à la prévôté de Troyes. Des tuileries sont attestées en 1488, trois moulins vers 1770, trois manufactures de faïence et de poterie en 1789.

## Politique et administration
| Période                                  | Période  | Identité                                           | Étiquette | Qualité                    |
| ---------------------------------------- | -------- | -------------------------------------------------- | --------- | -------------------------- |
| mars 2001                                | 2014     | Mme Bernadette Caffe                               |           |                            |
| mars 2014                                | En cours | M. Bernard Meilliez Réélu pour le mandat 2020-2026 | DVG       | Retraité Fonction publique |
| Les données manquantes sont à compléter. |          |                                                    |           |                            |

## Démographie

### Évolution démographique
L'évolution du nombre d'habitants est connue à travers les recensements de la population effectués dans la commune depuis 1793. Pour les communes de moins de 10 000 habitants, une enquête de recensement portant sur toute la population est réalisée tous les cinq ans, les populations de référence des années intermédiaires étant quant à elles estimées par interpolation ou extrapolation. Pour la commune, le premier recensement exhaustif entrant dans le cadre du nouveau dispositif a été réalisé en 2004.

En 2022, la commune comptait 260 habitants, en évolution de +7 % par rapport à 2016 (Aube : +0,7 %, France hors Mayotte : +2,11 %).
| 1793 | 1800 | 1806 | 1821 | 1831 | 1836 | 1841 | 1846 | 1851 |
| ---- | ---- | ---- | ---- | ---- | ---- | ---- | ---- | ---- |
| 544  | 548  | 558  | 536  | 570  | 591  | 560  | 526  | 544  |

| 1856 | 1861 | 1866 | 1872 | 1876 | 1881 | 1886 | 1891 | 1896 |
| ---- | ---- | ---- | ---- | ---- | ---- | ---- | ---- | ---- |
| 487  | 495  | 467  | 421  | 414  | 388  | 400  | 366  | 329  |

| 1901 | 1906 | 1911 | 1921 | 1926 | 1931 | 1936 | 1946 | 1954 |
| ---- | ---- | ---- | ---- | ---- | ---- | ---- | ---- | ---- |
| 319  | 315  | 274  | 229  | 240  | 229  | 232  | 216  | 216  |

| 1962 | 1968 | 1975 | 1982 | 1990 | 1999 | 2004 | 2006 | 2009 |
| ---- | ---- | ---- | ---- | ---- | ---- | ---- | ---- | ---- |
| 240  | 270  | 245  | 239  | 221  | 202  | 197  | 199  | 276  |

| 2014 | 2019 | 2022 | - | - | - | - | - | - |
| ---- | ---- | ---- | - | - | - | - | - | - |
| 246  | 251  | 260  | - | - | - | - | - | - |

### Pyramide des âges
La population de la commune est relativement âgée.
En 2018, le taux de personnes d'un âge inférieur à 30 ans s'élève à 29,9 %, soit en dessous de la moyenne départementale (35,2 %). À l'inverse, le taux de personnes d'âge supérieur à 60 ans est de 33,9 % la même année, alors qu'il est de 27,7 % au niveau départemental.
En 2018, la commune comptait 120 hommes pour 128 femmes, soit un taux de 51,61 % de femmes, légèrement supérieur au taux départemental (51,41 %).
Les pyramides des âges de la commune et du département s'établissent comme suit.
| Hommes | Classe d’âge | Femmes |
| ------ | ------------ | ------ |
| 0,8    | 90 ou +      | 0,0    |
| 4,1    | 75-89 ans    | 12,3   |
| 27,3   | 60-74 ans    | 23,1   |
| 21,5   | 45-59 ans    | 19,2   |
| 15,7   | 30-44 ans    | 16,2   |
| 11,6   | 15-29 ans    | 11,5   |
| 19,0   | 0-14 ans     | 17,7   |

| Hommes | Classe d’âge | Femmes |
| ------ | ------------ | ------ |
| 0,8    | 90 ou +      | 2,1    |
| 7,4    | 75-89 ans    | 10,2   |
| 17,4   | 60-74 ans    | 18,4   |
| 19,4   | 45-59 ans    | 19     |
| 17,8   | 30-44 ans    | 17,3   |
| 18,3   | 15-29 ans    | 15,9   |
| 19     | 0-14 ans     | 17,1   |

### Lieux et monuments
- Église Saint-Laurent de Villy-en-Trodes.

### Personnalités liées à la commune
L'abbé Jean Durand né en 1907. Arrivé en 1936 à Villy-en-Trodes où il restera jusqu'à sa mort. Auteur de nombreux ouvrages et essais. Le plus connu est "Le guide de l'Aube mystérieuse". Il fut le lauréat du tout premier prix littéraire du conseil général de l'Aube en 1961.

### Héraldique
| Blason de Villy-en-Trodes | Blason  | Tiercé en pairle renversé : au 1er d'azur à la bande d'argent côtoyée de deux doubles cotices potencées et contre-potencées d'or, au 2e d'or au gril de sable posé en pal, la poignée en bas, au 3e de gueules à la fasce ondée d'argent. |
| Blason de Villy-en-Trodes | Détails | La bande et les cotices pour le blason de la Champagne, le gril comme attribut de saint Laurent, l'onde pour la rivière voisine, la Boderonne. Adopté par la municipalité en 2016.                                                        |